# Nati il 12 aprile
| Questa pagina contiene informazioni ricavate automaticamente dalle voci biografiche con l'ausilio del template Bio e di un bot. L'aggiornamento è periodico e automatico e ricostruisce completamente la pagina. Se manca una persona in questa lista, sei pregato di non aggiungerla, ma accertati piuttosto che la sua voce biografica contenga il template Bio e che i dati anagrafici siano correttamente compilati. Se il template Bio manca, inseriscilo tu stesso o, in alternativa, metti l'avviso {{tmp\|Bio}} che ne segnala la mancanza. Se i dati riportati sono sbagliati, correggi direttamente la voce biografica; le modifiche saranno visibili in questa lista entro pochi giorni. Per chiarimenti vedi il progetto biografie. La lista contiene solo le 1.214 persone che sono citate nell'enciclopedia e per le quali è stato implementato correttamente il template Bio. Pagina aggiornata al 17 ago 2025. |

## VI secolo a.C.(1)
- 599 a.C. - Mahavira, filosofo indiano († 527 a.C.)

## X secolo(1)
- 959 - En'yū, imperatore giapponese († 991)

## XII secolo(1)
- 1116 - Rikissa di Polonia, nobile polacca

## XV secolo(4)
- 1432 - Anna d'Asburgo, nobile austriaca († 1462)
- 1481 - Hieronymus Schurff, giurista svizzero († 1554)
- 1484 - Antonio da Sangallo il Giovane, architetto italiano († 1546)
- 1500 - Sperone Speroni, scrittore e filosofo italiano († 1588)

## XVI secolo(9)
- 1504 - Alessandro Campeggi, cardinale e vescovo cattolico italiano († 1554)
- 1526 - Marc-Antoine Muret, filologo classico e umanista francese († 1585)
- 1529 - Annibale Rucellai, vescovo cattolico italiano († 1601)
- 1537 - Nabeshima Naoshige, militare giapponese († 1619)
- 1539 - Garcilaso de la Vega, scrittore peruviano († 1616)
- 1550 - Edward de Vere, nobile e poeta inglese († 1604)
- 1570 - Giovanni Tiepolo, patriarca cattolico italiano († 1631)
- 1577 - Cristiano IV di Danimarca, re († 1648)
- 1579 - François de Bassompierre, militare e diplomatico francese († 1646)

## XVII secolo(10)
- 1622 - Payo Enríquez de Rivera, arcivescovo cattolico spagnolo († 1684)
- 1624 - Carlo Amedeo di Savoia-Nemours, nobile francese († 1652)
- 1646 - Pier Dandini, pittore italiano († 1712)
- 1666 - Pierre Legros, scultore francese († 1719)
- 1670 - Gustavo del Palatinato-Zweibrücken, duca († 1731)
- 1679 - Abraham Bedros I Ardzivian, patriarca cattolico armeno († 1749)
- 1693 - Siard Nosecký, pittore e religioso boemo († 1753)
- 1693 - Jean-Baptiste de Brancas, arcivescovo cattolico francese († 1770)
- 1694 - Francesco Vandelli, astronomo e matematico italiano († 1771)
- 1697 - Antonio Pichler, incisore italiano († 1779)

## XVIII secolo(25)
- 1709 - Filippo Lante Montefeltro della Rovere, IV duca di Bomarzo, nobile italiano († 1771)
- 1710 - Caffarelli, cantante castrato italiano († 1783)
- 1713 - Guillaume-Thomas François Raynal, scrittore francese († 1796)
- 1716 - Felice Giardini, violinista e compositore italiano († 1796)
- 1722 - Pietro Nardini, compositore e violinista italiano († 1793)
- 1724 - Lyman Hall, politico statunitense († 1790)
- 1727 - Gaspare Gabellone, compositore italiano († 1796)
- 1744 - François-Joseph Bélanger, architetto francese († 1818)
- 1748 - Antoine-Laurent de Jussieu, botanico francese († 1836)
- 1753 - Joseph Philippe François Deleuze, naturalista e botanico francese († 1835)
- 1754 - Peter Haas, incisore danese († 1804)
- 1762 - Giovanni Battista Caracciolo di Vietri, generale e nobile italiano († 1825)
- 1763 - Giulio Renato Litta, ammiraglio e nobile italiano († 1839)
- 1763 - Franz Marziani von Sacile, militare austriaco († 1840)
- 1769 - Giovanni Agostino Perotti, compositore e direttore di coro italiano († 1855)
- 1773 - Francesco Maria Coppola, vescovo cattolico italiano († 1851)
- 1775 - Vito Nunziante, generale, politico e imprenditore italiano († 1836)
- 1777 - Henry Clay, politico statunitense († 1852)
- 1789 - Bartolomeo Bozanich, vescovo cattolico dalmata († 1854)
- 1789 - Antonio Maria Gianelli, vescovo cattolico italiano († 1846)
- 1792 - John Lambton, I conte di Durham, politico inglese († 1840)
- 1794 - Germinal Pierre Dandelin, matematico belga († 1847)
- 1795 - Filippo Agricola, pittore italiano († 1857)
- 1799 - Niccola Clarelli Paracciani, cardinale e vescovo cattolico italiano († 1872)
- 1799 - Henri Druey, avvocato, filosofo e politico svizzero († 1855)

## XIX secolo(184)
- 1801 - Joseph Lanner, compositore e direttore d'orchestra austriaco († 1843)
- 1802 - Édouard Desplechin, scenografo francese († 1871)
- 1802 - François Libermann, presbitero francese († 1852)
- 1803 - Charles Duveyrier, drammaturgo, librettista e filosofo francese († 1866)
- 1804 - George Wallace Jones, politico e diplomatico statunitense († 1896)
- 1805 - Emmanuel-Jean-François Verrolles, missionario e vescovo cattolico francese († 1878)
- 1806 - Adolphe Laferrière, attore teatrale francese († 1877)
- 1807 - Alphonse Brot, drammaturgo francese († 1895)
- 1807 - Parley P. Pratt, presbitero statunitense († 1857)
- 1807 - Charles Rigault de Genouilly, ammiraglio francese († 1873)
- 1808 - Pauline Marie de La Ferronays, scrittrice e filantropa francese († 1891)
- 1810 - Heinrich Franz Gaudenz von Rustige, pittore tedesco († 1900)
- 1812 - Ermenegildo Castiglioni, imprenditore, patriota e filantropo italiano († 1896)
- 1812 - Girolamo d'Andrea, cardinale italiano († 1868)
- 1812 - Filippo Evola, presbitero, medico e letterato italiano († 1887)
- 1812 - Johann Jakob Sutter, politico svizzero († 1865)
- 1813 - Maria d'Orléans, principessa († 1839)
- 1813 - Giulio Fabrizio Tomasi, nobile e astronomo italiano († 1885)
- 1816 - Charles Gavan Duffy, poeta e politico irlandese († 1903)
- 1817 - Guillaume-René Meignan, cardinale e arcivescovo cattolico francese († 1896)
- 1817 - Luigi Seismit Doda, politico e generale italiano († 1890)
- 1820 - Emmerich von Thurn und Taxis, nobile, generale e politico boemo († 1900)
- 1821 - Frederick Beauchamp Seymour, ammiraglio britannico († 1895)
- 1822 - Salvatore Luigi Zola, vescovo cattolico italiano († 1898)
- 1823 - Aleksandr Nikolaevič Ostrovskij, drammaturgo russo († 1886)
- 1825 - Ludwig Thiersch, pittore tedesco († 1909)
- 1826 - James William Benson, orologiaio britannico († 1878)
- 1827 - Francisco de Paula Victor, presbitero brasiliano († 1905)
- 1828 - Jules Jacques Veyrassat, pittore e incisore francese († 1893)
- 1831 - Grenville M. Dodge, generale statunitense († 1916)
- 1831 - Constantin Meunier, pittore e scultore belga († 1905)
- 1832 - Pietro Punzo, chimico, fisico e insegnante italiano († 1900)
- 1833 - Ninco Nanco, brigante italiano († 1864)
- 1834 - Enrico Bianchetti, archeologo, storico e fotografo italiano († 1894)
- 1836 - Henri Delassus, presbitero, scrittore e teologo francese († 1921)
- 1837 - Ernesto Balbo Bertone di Sambuy, nobile e politico italiano († 1909)
- 1838 - José Ruiz y Blasco, pittore e docente spagnolo († 1913)
- 1839 - Joseph Charlemont, pugile e allenatore di pugilato francese († 1929)
- 1839 - Victorin de Joncières, compositore e critico musicale francese († 1903)
- 1839 - Nikolaj Michajlovič Prževal'skij, esploratore russo († 1888)
- 1840 - Carlos Machado de Bittencourt, ufficiale e politico brasiliano († 1897)
- 1840 - Ernesto Di Broglio, politico italiano († 1918)
- 1840 - Franz Xaver Haberl, scrittore, musicologo e organista tedesco († 1910)
- 1842 - Paul Splingaerd, belga († 1906)
- 1844 - Balthasar Kaltner, arcivescovo cattolico austriaco († 1918)
- 1844 - Franz Kullak, pianista e compositore tedesco († 1913)
- 1845 - Gustaf Cederström, pittore svedese († 1933)
- 1847 - Egor Ivanovič Zolotarëv, matematico russo († 1878)
- 1849 - Albert Heim, geologo svizzero († 1937)
- 1850 - Nikolaj Dmitrievič Golicyn, politico russo († 1925)
- 1851 - Edward Walter Maunder, astronomo britannico († 1928)
- 1852 - Ferdinand von Lindemann, matematico tedesco († 1939)
- 1852 - Edward Moss, imprenditore britannico († 1912)
- 1853 - Antonio Citterio, architetto italiano († 1936)
- 1853 - James Mackenzie, fisiologo e cardiologo scozzese († 1925)
- 1854 - Cesare Sanguinetti, avvocato e politico italiano († 1906)
- 1856 - William Martin Conway, alpinista, esploratore e politico britannico († 1937)
- 1856 - Ernst Maass, filologo classico tedesco († 1929)
- 1858 - Giovanni Cavalleri, pittore italiano († 1934)
- 1858 - Francesco Galdo, politico e avvocato italiano († 1923)
- 1858 - Ernst Wullekopf, architetto tedesco († 1927)
- 1861 - Gyula Tornai, pittore ungherese († 1928)
- 1862 - Giacomo Vigliani, prefetto e politico italiano († 1942)
- 1863 - André Maurel, giornalista e scrittore francese († 1943)
- 1864 - Rosslyn Erskine-Wemyss, I Barone Wester Wemyss, militare britannico († 1933)
- 1865 - Alfred Dick, dirigente sportivo e imprenditore svizzero († 1909)
- 1865 - Gennaro Pardo, pittore italiano († 1927)
- 1866 - Francesco Federico Falco, medico italiano († 1944)
- 1866 - Vrtanes Papazian, scrittore, romanziere e giornalista armeno († 1920)
- 1866 - Vittoria di Prussia, nobile tedesca († 1929)
- 1866 - Aleksandr Il'ič Ul'janov, rivoluzionario russo († 1887)
- 1866 - Zainal Abidin III di Terengganu, sovrano malese († 1918)
- 1867 - Umberto Montanari, militare e politico italiano († 1932)
- 1867 - Daddy Stovepipe, musicista, chitarrista e cantante statunitense († 1963)
- 1869 - Henri Landru, criminale e serial killer francese († 1922)
- 1869 - Paolo Marzari, imprenditore italiano († 1955)
- 1870 - Josef Pekař, storico ceco († 1937)
- 1871 - August Endell, architetto tedesco († 1925)
- 1871 - Ioannis Metaxas, generale e politico greco († 1941)
- 1871 - Edward Wyke-Smith, ingegnere e scrittore britannico († 1935)
- 1872 - Francesca Bonnemaison Farriols, bibliotecaria spagnola († 1949)
- 1872 - Pasquale Calapso, matematico italiano († 1934)
- 1872 - Nikola Mušanov, politico bulgaro († 1951)
- 1872 - Georges Urbain, chimico francese († 1938)
- 1872 - Gian Luca Zanetti, avvocato, giornalista e editore italiano († 1926)
- 1874 - Ignacy Maria Dubowski, arcivescovo cattolico polacco († 1953)
- 1874 - William Foulke, calciatore britannico († 1916)
- 1874 - Arthur Anselm Pearson, micologo britannico († 1954)
- 1875 - Claudio Faina, imprenditore e politico italiano († 1954)
- 1875 - Edward Hutton, scrittore britannico († 1969)
- 1875 - Giorgio Polacco, direttore d'orchestra italiano († 1960)
- 1875 - Hugo Sinzheimer, giurista tedesco († 1945)
- 1875 - Theodore Wharton, regista e produttore cinematografico statunitense († 1931)
- 1875 - Gabriel Van Dievoet, pittore e decoratore belga († 1934)
- 1876 - Carl Heinrich Becker, orientalista, islamista e politico tedesco († 1933)
- 1876 - Émile Bréhier, filosofo e storico della filosofia francese († 1952)
- 1876 - Lorenzo Coullaut Valera, scultore e illustratore spagnolo († 1932)
- 1876 - Louis Marie Joseph de Goÿs de Mézeyrac, generale e aviatore francese († 1967)
- 1877 - Alfredo Guzzoni, generale italiano († 1965)
- 1878 - Richard Goldschmidt, genetista tedesco († 1958)
- 1879 - Arthur Johnson, calciatore e allenatore di calcio irlandese († 1929)
- 1879 - Konstanty Michalski, presbitero, filosofo e teologo polacco († 1947)
- 1880 - Harry Baur, attore francese († 1943)
- 1880 - Paul Granier de Cassagnac, politico, giornalista e militare francese († 1966)
- 1880 - Addie Joss, giocatore di baseball statunitense († 1911)
- 1880 - Daniel Marsh, politico statunitense († 1968)
- 1880 - Eben Byers, golfista e imprenditore statunitense († 1932)
- 1881 - Doran Cox, regista statunitense († 1957)
- 1881 - Henri Mouton, calciatore francese († 1962)
- 1881 - Rudolf Ramek, politico austriaco († 1941)
- 1882 - Maurice Cammage, regista francese († 1946)
- 1882 - Antonín Šetela, calciatore boemo
- 1882 - John W. Smith, politico statunitense († 1942)
- 1883 - Otto Bartning, architetto tedesco († 1959)
- 1883 - Francis Cadell, pittore scozzese († 1937)
- 1883 - Imogen Cunningham, fotografa statunitense († 1976)
- 1883 - Clarence Irving Lewis, filosofo e logico statunitense († 1964)
- 1883 - Siro Medici, matematico italiano († 1917)
- 1884 - Russardo Capocchi, sindacalista, politico e antifascista italiano
- 1884 - Otto Fritz Meyerhof, medico e biochimico tedesco († 1951)
- 1884 - William Russell, attore, regista e sceneggiatore statunitense († 1929)
- 1885 - Francisco Bru, calciatore, arbitro di calcio e allenatore di calcio spagnolo († 1962)
- 1885 - Robert Delaunay, pittore francese († 1941)
- 1885 - Hermann Hoth, generale e criminale di guerra tedesco († 1971)
- 1885 - Jullan Kindahl, attrice e cantante svedese († 1979)
- 1885 - Jacques Baumer, attore francese († 1951)
- 1886 - Ferruccio Anitori, militare e politico italiano
- 1886 - Paolo Buchner, zoologo tedesco († 1978)
- 1886 - Joe Dines, calciatore inglese († 1918)
- 1886 - Marie Nordstrom, attrice statunitense († 1979)
- 1887 - Harold Lockwood, attore statunitense († 1918)
- 1888 - Carlos Julio Arosemena Tola, politico ecuadoriano († 1952)
- 1888 - Kaarlo Koskelo, lottatore finlandese († 1953)
- 1888 - Augusto Masetti, anarchico italiano († 1966)
- 1888 - Genrich Gustavovič Nejgauz, pianista e docente russo († 1964)
- 1888 - Francesco Ponticelli, politico italiano († 1968)
- 1888 - Olindo Vernocchi, politico, giornalista e antifascista italiano († 1948)
- 1889 - Harold Barker, canottiere britannico († 1937)
- 1889 - Giuseppe Di Vagno, politico italiano († 1921)
- 1889 - Pierre-Étienne Flandin, politico francese († 1958)
- 1889 - Arthur Power, ammiraglio britannico († 1960)
- 1890 - Giuseppe Biondelli, diplomatico, saggista e ufficiale italiano († 1972)
- 1890 - Adrien Hébert, pittore francese († 1967)
- 1891 - Marguerite Clayton, attrice statunitense († 1968)
- 1891 - Jack Foley, produttore cinematografico, regista e umorista statunitense († 1967)
- 1891 - Domenico Guerello, pittore italiano († 1931)
- 1891 - Norman Pett, fumettista britannico († 1960)
- 1892 - Henry Darger, scrittore e illustratore statunitense († 1973)
- 1892 - Johnny Dodds, clarinettista statunitense († 1940)
- 1892 - Irene Minghini Cattaneo, mezzosoprano italiano († 1944)
- 1892 - Ettore Sottsass, architetto italiano († 1953)
- 1893 - Hans Bühler, cavaliere svizzero († 1967)
- 1893 - Robert Harron, attore statunitense († 1920)
- 1893 - Henry Oberholzer, ginnasta britannico († 1953)
- 1893 - Angelus Walz, religioso svizzero († 1978)
- 1894 - Luigi Aversano, pittore e militare italiano († 1978)
- 1894 - Francisco Craveiro Lopes, generale e politico portoghese († 1964)
- 1894 - Lionello Fiumi, poeta italiano († 1973)
- 1894 - Billy Miske, pugile statunitense († 1924)
- 1895 - Vittorio Clemente, poeta italiano († 1975)
- 1895 - Dorothy Cumming, attrice australiana († 1983)
- 1895 - John Erskine, Lord Erskine, politico scozzese († 1953)
- 1895 - Hans Lohneis, calciatore tedesco († 1970)
- 1895 - Giovanni Panico, cardinale e arcivescovo cattolico italiano († 1962)
- 1895 - Guglielmo Reiss Romoli, dirigente d'azienda italiano († 1961)
- 1895 - Walther Stennes, generale e politico tedesco († 1983)
- 1895 - Philippe Stern, storico dell'arte francese († 1979)
- 1896 - Vítor Gonçalves, calciatore e allenatore di calcio portoghese († 1965)
- 1896 - Piero Massoni, aviatore e militare italiano († 1957)
- 1896 - Adhemar Pimenta, allenatore di calcio brasiliano († 1970)
- 1897 - Erpo von Bodenhausen, generale tedesco († 1945)
- 1897 - Maxine Brown, attrice statunitense († 1956)
- 1897 - Arduino Cerutti, politico e avvocato italiano († 1985)
- 1898 - Angelo Del Bon, pittore italiano († 1952)
- 1898 - Eleanor Glueck, criminologa statunitense († 1972)
- 1898 - Clare Leighton, artista statunitense († 1989)
- 1898 - John L. McMillan, politico statunitense († 1979)
- 1898 - Lily Pons, soprano francese († 1976)
- 1898 - Ferruccio Valobra, partigiano e antifascista italiano († 1944)
- 1899 - Giulio Manenti, produttore cinematografico italiano († 1955)
- 1900 - Giacomo Cornolti, calciatore e organaro italiano († 1989)
- 1900 - Franco D'Achiardi, compositore italiano († 1980)
- 1900 - Joe Lapchick, cestista e allenatore di pallacanestro statunitense († 1970)
- 1900 - William Youden, statistico australiano († 1971)

## XX secolo(944)
- 1901 - Leopoldo Conti, calciatore italiano († 1970)
- 1901 - Stefano Pugliese, ammiraglio italiano († 1978)
- 1902 - Louis Beel, politico olandese († 1977)
- 1903 - Luis Moglia Barth, regista cinematografico argentino († 1984)
- 1903 - Otto Stenzel, musicista, direttore d'orchestra e compositore tedesco († 1989)
- 1903 - Jan Tinbergen, economista olandese († 1994)
- 1904 - Michele Cristinzio, botanico italiano († 1989)
- 1904 - Paul Dahlke, attore tedesco († 1984)
- 1904 - Werner Kreipe, generale tedesco († 1967)
- 1904 - Luigi Lupo, calciatore italiano
- 1904 - Puccio Pucci, mezzofondista e dirigente sportivo italiano († 1985)
- 1904 - Vladimir Čestnokov, attore sovietico († 1968)
- 1905 - Antonio Cassi Ramelli, architetto italiano († 1980)
- 1905 - Ethel Granger, britannica († 1982)
- 1905 - Inger Hagerup, scrittrice norvegese († 1985)
- 1905 - Frances Teague, attrice statunitense († 1969)
- 1906 - Charley Lion, schermidore francese († 1997)
- 1907 - Giorgio Carmelich, pittore italiano († 1929)
- 1907 - Eugène Marius Chaboud, pilota automobilistico francese († 1983)
- 1907 - Pete Desjardins, tuffatore statunitense († 1985)
- 1907 - Imogen Holst, compositrice, arrangiatrice e direttrice di coro britannica († 1984)
- 1907 - Ottavia Penna Buscemi, politica italiana († 1986)
- 1907 - Felix de Weldon, scultore austriaco († 2003)
- 1908 - Giovanni Acerboni, calciatore italiano († 2010)
- 1908 - Antonino Basile, storico, etnografo e scrittore italiano († 1973)
- 1908 - Virginia Cherrill, attrice cinematografica statunitense († 1996)
- 1908 - Giorgio Ferroni, regista italiano († 1981)
- 1908 - Carlos Lleras Restrepo, politico colombiano († 1994)
- 1908 - André Martinet, linguista francese († 1999)
- 1908 - Milorad Mitrović, calciatore jugoslavo († 1993)
- 1908 - Ornello Tacchinardi, calciatore italiano
- 1908 - Rezső Wanié, nuotatore ungherese († 1986)
- 1909 - Menotti Bugna, allenatore di calcio e calciatore italiano († 1978)
- 1909 - Mario Ferrero, calciatore italiano
- 1909 - Franz Kapus, bobbista svizzero († 1981)
- 1909 - Ottorino Lazzarini, militare italiano († 1936)
- 1910 - Gillo Dorfles, critico d'arte, pittore e filosofo italiano († 2018)
- 1910 - Ke Zhao, matematico cinese († 2002)
- 1910 - Rudolf Kos, calciatore cecoslovacco († 1977)
- 1910 - Irma Rapuzzi, politica francese († 2018)
- 1910 - Charles Regamey, calciatore svizzero († 1970)
- 1911 - Herbert Buhtz, canottiere tedesco († 2006)
- 1911 - Slavko Kodrnja, calciatore e allenatore di calcio jugoslavo († 1970)
- 1911 - Ferdinando Lambruschini, arcivescovo cattolico italiano († 1981)
- 1911 - Tullio Mobiglia, sassofonista e violinista italiano († 1991)
- 1911 - Vincenzo Maria Pellegrini, politico, scrittore e poeta maltese († 1997)
- 1912 - Angelo Brigada, compositore, paroliere e direttore d'orchestra italiano († 1999)
- 1912 - Leo Crowe, cestista statunitense († 1966)
- 1912 - Mario Fasulo, militare italiano († 1937)
- 1912 - Georges Franju, regista francese († 1987)
- 1912 - Walt Gorney, attore austriaco († 2004)
- 1912 - Hamengkubuwono IX, politico e sovrano indonesiano († 1988)
- 1912 - Erik Larsson, fondista svedese († 1982)
- 1912 - Arsen Mek'ok'ishvili, lottatore sovietico († 1972)
- 1912 - Carmine Rocco, arcivescovo cattolico italiano († 1982)
- 1912 - Giulio Rossi, calciatore italiano († 1974)
- 1912 - Toshihiro Shimamura, giocatore di go giapponese († 1991)
- 1912 - Louis Washkansky, sportivo lituano († 1967)
- 1913 - Štefan Biró, calciatore ungherese († 1954)
- 1913 - Fritz Fromm, pallamanista tedesco († 2001)
- 1913 - Keiko Fukuda, judoka giapponese († 2013)
- 1914 - Armen Alchian, economista statunitense († 2013)
- 1914 - Guido Ballo, critico d'arte e direttore artistico italiano († 2010)
- 1914 - Gretel Bergmann, altista e pesista tedesca († 2017)
- 1914 - Adriaan Blaauw, astronomo olandese († 2010)
- 1914 - Henri Desroche, sociologo francese († 1994)
- 1914 - Gilbert Taylor, direttore della fotografia e fotografo britannico († 2013)
- 1914 - Jan Van Cauwelaert, vescovo cattolico belga († 2016)
- 1915 - Jan van den Brink, politico e banchiere olandese († 2006)
- 1915 - George Hogan, cestista statunitense († 1965)
- 1915 - Ferdinando Palatucci, arcivescovo cattolico italiano († 2005)
- 1915 - Giulio Reiner, ufficiale e aviatore italiano († 2002)
- 1915 - Hound Dog Taylor, cantante e chitarrista statunitense († 1975)
- 1915 - Robert Wierinckx, ciclista su strada belga († 2002)
- 1916 - Beverly Cleary, scrittrice statunitense († 2021)
- 1916 - Giulio Coltellacci, scenografo e costumista italiano († 1983)
- 1916 - Luigi Croci, calciatore italiano
- 1916 - Umberto Dianda, militare italiano († 2005)
- 1916 - Finn Lied, ufficiale e politico norvegese († 2014)
- 1916 - Andrea Gaggero, presbitero e pacifista italiano († 1988)
- 1916 - Louis Gauthier, ciclista su strada francese († 2005)
- 1916 - Benjamin Libet, neurofisiologo e psicologo statunitense († 2007)
- 1916 - Movita, attrice statunitense († 2015)
- 1916 - Silvia Strukel, schermitrice italiana († 1997)
- 1917 - Džemal Bijedić, politico jugoslavo († 1977)
- 1917 - Robert Manzon, pilota automobilistico francese († 2015)
- 1917 - Lee Orr, velocista canadese († 2009)
- 1917 - Angelo Zaccaria, militare e aviatore italiano († 1944)
- 1918 - Andrej Popov, attore sovietico († 1983)
- 1918 - Shōgo Takeuchi, aviatore e militare giapponese († 1943)
- 1919 - István Anhalt, compositore ungherese († 2012)
- 1919 - Billy Vaughn, cantante, polistrumentista e direttore d'orchestra statunitense († 1991)
- 1920 - Pietro Bruno, militare italiano († 1942)
- 1920 - Alberto Ciambricco, sceneggiatore italiano († 2008)
- 1920 - Angelo Frigerio, conduttore radiofonico, insegnante e attore svizzero († 2015)
- 1920 - Frank Gates, cestista e allenatore di pallacanestro statunitense († 1978)
- 1920 - Gérard Herter, attore tedesco († 2007)
- 1920 - Johannes Jacobus Le Roux, aviatore sudafricano († 1944)
- 1920 - Armin Mohler, politico, scrittore e filosofo svizzero († 2003)
- 1921 - Jeanne Brousse, partigiana francese († 2017)
- 1921 - Carol Emshwiller, scrittrice statunitense († 2019)
- 1921 - Enric Marco, sindacalista spagnolo († 2022)
- 1921 - Marcel van Meerhaeghe, economista, banchiere e pubblicista belga († 2014)
- 1921 - Flavio Orlandi, politico italiano († 2009)
- 1921 - Pietro Riccio, politico italiano († 1975)
- 1921 - Roberto Vatteroni, partigiano e politico italiano († 2008)
- 1922 - Jack Ferguson, pallanuotista australiano († 1993)
- 1922 - Gilberto Forti, giornalista, scrittore e traduttore italiano († 1999)
- 1922 - Luigi Pierobon, partigiano e antifascista italiano († 1944)
- 1923 - Dolores Castro, poetessa, saggista e critica letteraria messicana († 2022)
- 1923 - Aldo Masullo, filosofo e politico italiano († 2020)
- 1923 - Ann Miller, attrice, ballerina e cantante statunitense († 2004)
- 1923 - Pacifico Saldari, politico italiano († 1997)
- 1923 - Eddie Turnbull, allenatore di calcio e calciatore scozzese († 2011)
- 1923 - Eduardo Vittoria, architetto e designer italiano († 2009)
- 1924 - Raymond Barre, politico e economista francese († 2007)
- 1924 - Richard Gendall, linguista, scrittore e musicista britannico († 2017)
- 1924 - Renato Perini, archeologo italiano († 2007)
- 1924 - Raymond Scardin, ciclista su strada francese († 2009)
- 1924 - Livio Spaggiari, calciatore italiano († 2003)
- 1924 - Curtis Turner, pilota automobilistico statunitense († 1970)
- 1924 - Arvo Viitanen, fondista finlandese († 1999)
- 1925 - Alfred Beck, allenatore di calcio e calciatore tedesco († 1994)
- 1925 - Evelyn Berezin, ingegnera, inventrice e informatica statunitense († 2018)
- 1925 - Giuliano Biagetti, regista e sceneggiatore italiano († 1998)
- 1925 - Françoise Gouny, schermitrice francese († 2009)
- 1925 - Britt Lomond, attore e produttore televisivo statunitense († 2006)
- 1925 - Ken Chisholm, allenatore di calcio e calciatore scozzese († 1990)
- 1926 - Piero De Bernardi, sceneggiatore italiano († 2010)
- 1926 - Andrea Di Martino, botanico italiano († 2009)
- 1926 - James Hillman, psicoanalista, saggista e filosofo statunitense († 2011)
- 1926 - Alex Jardine, calciatore scozzese († 1978)
- 1926 - Marianne Sin-Pfältzer, fotografa tedesca († 2015)
- 1926 - Elizabeth Threatt, modella e attrice statunitense († 1993)
- 1926 - Jane Withers, attrice statunitense († 2021)
- 1927 - Víctor de la Fuente, fumettista spagnolo († 2010)
- 1927 - Derek Jones, pastore protestante e politico britannico († 2013)
- 1927 - Sergio Quoiani, calciatore italiano († 1992)
- 1927 - Alvin Sargent, sceneggiatore statunitense († 2019)
- 1928 - Tarquinio Angiolin, canottiere italiano († 2012)
- 1928 - Jurij Ivanovyč Chymyč, pittore, grafico e pedagogo ucraino († 2003)
- 1928 - Hardy Krüger, attore tedesco († 2022)
- 1928 - Harry Kure, calciatore norvegese († 2007)
- 1928 - Sigvard Löfgren, calciatore svedese († 1996)
- 1928 - Jean-François Paillard, direttore d'orchestra francese († 2013)
- 1928 - Candy Samples, ballerina, modella e attrice pornografica statunitense († 2019)
- 1928 - Yun Hyong-keun, pittore sudcoreano († 2007)
- 1929 - Fausto Sucena Rasga Filho, cestista brasiliano († 2007)
- 1930 - Krzysztof Beck, sollevatore polacco († 1996)
- 1930 - Francesco Saverio Borrelli, magistrato italiano († 2019)
- 1930 - Stefano Condello, carabiniere italiano († 1977)
- 1930 - Vincenzo De Toma, attore italiano († 2003)
- 1930 - Casimiro García, cestista cubano
- 1930 - Teresita González Quevedo, religiosa spagnola († 1950)
- 1930 - Arto Koivisto, cestista finlandese († 2016)
- 1930 - John Landy, politico e mezzofondista australiano († 2022)
- 1930 - Nancy Lyons, ex nuotatrice australiana
- 1931 - Chico Anysio, attore, showman e umorista brasiliano († 2012)
- 1931 - Pietro Gambolato, politico italiano († 2020)
- 1931 - Michel Grandjean, pattinatore artistico su ghiaccio svizzero († 2010)
- 1931 - Pat Stanley, attrice e cantante statunitense
- 1932 - Tiny Tim, musicista e cantante statunitense († 1996)
- 1932 - Jack Gelber, drammaturgo statunitense († 2003)
- 1932 - Corrado Gex, politico e aviatore italiano († 1966)
- 1932 - Jean-Pierre Marielle, attore francese († 2019)
- 1932 - Philippe Nozières, fisico francese († 2022)
- 1932 - Bohdan Przywarski, cestista polacco († 2013)
- 1933 - Marisa Belli, attrice italiana († 2017)
- 1933 - Giacomo Bozzano, pugile italiano († 2008)
- 1933 - Montserrat Caballé, soprano spagnolo († 2018)
- 1934 - Angelo Donato, politico italiano († 2024)
- 1934 - Robert Fraisse, schermidore francese († 2022)
- 1934 - Anselm Hollo, poeta e traduttore finlandese († 2013)
- 1934 - Nicolò Lipari, politico e giurista italiano († 2024)
- 1934 - Ken Pears, calciatore canadese († 2022)
- 1934 - Angelo Romani, nuotatore italiano († 2003)
- 1934 - Ginetto Ruzzetta, cantautore e poeta italiano († 2012)
- 1935 - Harry Brüll, calciatore olandese († 2021)
- 1935 - Carlos González Cabrera, calciatore messicano († 2017)
- 1935 - Lee H. Katzin, regista statunitense († 2002)
- 1935 - Denis McQuail, sociologo britannico († 2017)
- 1935 - Aldo Puglisi, attore italiano († 2024)
- 1935 - Heinz Schneiter, calciatore svizzero († 2017)
- 1936 - Sergio Carantini, calciatore italiano († 2013)
- 1936 - Tony Earl, politico e avvocato statunitense († 2023)
- 1936 - Anna Maria Mori, giornalista e scrittrice italiana
- 1936 - Charles Napier, attore e produttore cinematografico statunitense († 2011)
- 1936 - Kennedy Simmonds, politico nevisiano
- 1937 - Barbara Aland, teologa, grecista e filologa classica tedesca († 2024)
- 1937 - Oslavio Di Credico, tenore italiano († 2006)
- 1937 - Pedro Romero, calciatore messicano († 2018)
- 1937 - Igor' Petrovič Volk, cosmonauta sovietico († 2017)
- 1938 - Juan Capra, pittore, cantautore e poeta cileno († 1996)
- 1938 - Fred Koetter, architetto e urbanista statunitense († 2017)
- 1938 - Nicola Lalli, psichiatra e psicologo italiano († 2009)
- 1938 - Jeanine Lieffrig, ex tennista francese
- 1938 - Clement Quartey, pugile ghanese († 2024)
- 1939 - Alan Ayckbourn, drammaturgo britannico
- 1939 - Michael Fried, critico d'arte e storico dell'arte statunitense
- 1939 - William M. Hoffman, drammaturgo, sceneggiatore e librettista statunitense († 2017)
- 1939 - Philippe Moureaux, politico belga († 2018)
- 1940 - David Bacuzzi, allenatore di calcio e calciatore inglese († 2020)
- 1940 - Alfredo Bianchini, politico italiano († 2025)
- 1940 - Herbie Hancock, pianista, tastierista e compositore statunitense
- 1940 - Björn Jonson, fisiologo svedese
- 1940 - Osvaldo Lamborghini, scrittore e poeta argentino († 1985)
- 1941 - Manuel de Blas, attore spagnolo
- 1941 - Viktor Kosteckij, attore russo († 2014)
- 1941 - Bobby Moore, calciatore e allenatore di calcio britannico († 1993)
- 1941 - András Mészáros, ex ciclista su strada ungherese
- 1941 - Roberto Mauro, ex calciatore brasiliano
- 1941 - Cordelia von den Steinen, scultrice svizzera
- 1942 - Frank Bank, attore statunitense († 2013)
- 1942 - Ursel Eberz, attrice tedesca
- 1942 - František Králík, pallamanista cecoslovacco († 1974)
- 1942 - Lelio Lantella, giurista e politico italiano
- 1942 - Giuseppe Longoni, calciatore e allenatore di calcio italiano († 2006)
- 1942 - Bruce Myers, attore e regista teatrale britannico († 2020)
- 1942 - Carlos Reutemann, pilota automobilistico e politico argentino († 2021)
- 1942 - Ellen Meiksins Wood, storica statunitense († 2016)
- 1942 - Jacob Zuma, politico sudafricano
- 1943 - Pier Augusto Breccia, pittore, filosofo e saggista italiano († 2017)
- 1943 - Robert Durst, imprenditore e criminale statunitense († 2022)
- 1943 - Luciano Galbo, ciclista su strada italiano († 2011)
- 1943 - Lothar Kobluhn, calciatore tedesco († 2019)
- 1943 - Charles Ludlam, commediografo, attore teatrale e regista teatrale statunitense († 1987)
- 1943 - Sumitra Mahajan, politica indiana
- 1943 - Armando Manhiça, calciatore portoghese († 2009)
- 1943 - Giuliano Zuccoli, dirigente d'azienda italiano († 2012)
- 1944 - Héctor Chumpitaz, ex calciatore peruviano
- 1944 - Mike Garrett, ex giocatore di football americano statunitense
- 1944 - Lisa Jardine, storica e scrittrice britannica († 2015)
- 1944 - John Kay, cantautore, chitarrista e armonicista canadese
- 1944 - Karel Kryl, cantautore e compositore ceco († 1994)
- 1944 - Rosario Polizzi, medico e politico italiano
- 1944 - Siegfried Stritzl, calciatore jugoslavo († 2022)
- 1944 - Thongsing Thammavong, politico laotiano
- 1944 - Salvatore Vizzini, politico italiano († 2016)
- 1945 - Jean-Daniel Dätwyler, ex sciatore alpino svizzero
- 1945 - Kiyoko Murata, scrittrice giapponese
- 1945 - José Verdún, calciatore uruguaiano († 2018)
- 1946 - Vittorio Crotta, ex tennista e giornalista italiano
- 1946 - John Dunsworth, attore canadese († 2017)
- 1946 - Nelson Jobim, giurista e politico brasiliano
- 1946 - George Islay MacNeill Robertson, politico scozzese
- 1946 - Salvatore Miceli, mafioso italiano
- 1946 - Ed O'Neill, attore statunitense
- 1946 - Julien Van Lint, ex ciclista su strada e dirigente sportivo belga
- 1947 - Larry Cannon, cestista e allenatore di pallacanestro statunitense († 2024)
- 1947 - Tom Clancy, scrittore, sceneggiatore e autore di videogiochi statunitense († 2013)
- 1947 - Christilot Hanson-Boylen, cavallerizza canadese
- 1947 - Woody Johnson, ambasciatore, imprenditore e dirigente sportivo statunitense
- 1947 - Dan Lauria, attore statunitense
- 1947 - David Letterman, conduttore televisivo, autore televisivo e comico statunitense
- 1947 - Wayne Northrop, attore statunitense († 2024)
- 1947 - Franco Rocchetta, politico italiano
- 1948 - Claude Baker, compositore statunitense
- 1948 - Mariella Devia, soprano italiano
- 1948 - Joschka Fischer, politico tedesco
- 1948 - Pasquale Lamorte, politico italiano
- 1948 - Marcello Lippi, ex calciatore e allenatore di calcio italiano
- 1948 - Marco Melani, critico cinematografico italiano († 1996)
- 1948 - Massimo Mori, storico della filosofia italiano
- 1948 - Dave Scholz, cestista statunitense († 2015)
- 1948 - Oliver Stapleton, direttore della fotografia britannico
- 1948 - Paolo Turco, attore, doppiatore e direttore del doppiaggio italiano († 2022)
- 1948 - Enrico De Angelis, giornalista italiano
- 1949 - Reine Almqvist, allenatore di calcio e ex calciatore svedese
- 1949 - Leonard Paul Blair, arcivescovo cattolico statunitense
- 1949 - Linda Carbonetto, ex pattinatrice statunitense
- 1949 - Katerina Kuryško, ex canoista sovietica
- 1949 - Ibrahim Mahlab, politico egiziano
- 1949 - Scott Turow, scrittore e avvocato statunitense
- 1950 - Jean-Marie Abgrall, criminologo e scrittore francese
- 1950 - Joyce Banda, politica malawiana
- 1950 - Hassan Benjelloun, regista marocchino
- 1950 - Flavio Briatore, imprenditore, dirigente d'azienda e dirigente sportivo italiano
- 1950 - David Cassidy, attore, cantante e chitarrista statunitense († 2017)
- 1950 - Andrej Dobrovol'skij, regista russo
- 1950 - James Lattimer, astronomo statunitense
- 1950 - Donal McKeown, vescovo cattolico irlandese
- 1950 - Carlo Ruggeri, politico italiano
- 1950 - Harbhajan Singh, ex cestista indiano
- 1950 - Jerry Tagge, ex giocatore di football americano statunitense
- 1950 - Tom Werner, produttore televisivo e imprenditore statunitense
- 1951 - Peter Liu Cheng-chung, arcivescovo cattolico taiwanese
- 1951 - Cheik Diallo, allenatore di calcio e ex calciatore maliano
- 1951 - Riccardo Faini, economista e giornalista italiano († 2007)
- 1951 - Raven Grimassi, scrittore statunitense († 2019)
- 1951 - Aleksandr Machovikov, ex calciatore sovietico
- 1951 - Tom Noonan, attore statunitense
- 1951 - Erminio Quartiani, politico italiano
- 1951 - Tim Walberg, politico statunitense
- 1952 - Jean Bricmont, fisico e filosofo belga
- 1952 - Sergio Bustric, attore italiano
- 1952 - Reuben Gant, ex giocatore di football americano statunitense
- 1952 - John Lathan, calciatore inglese
- 1952 - Gil Mărdărescu, ex calciatore rumeno
- 1952 - Anthony Sidney, chitarrista e compositore statunitense
- 1952 - John Sinclair, tastierista britannico
- 1952 - Gary Soto, scrittore e poeta statunitense
- 1952 - Hans Stöckli, politico svizzero
- 1953 - Maurizio Ferrini, comico e attore italiano
- 1953 - Tanino Liberatore, fumettista, illustratore e disegnatore italiano
- 1953 - Fernando Lúpiz, ex schermidore argentino
- 1953 - Bernard Tchoullouyan, judoka francese († 2019)
- 1953 - Béla Váradi, calciatore ungherese († 2014)
- 1954 - Julio Angkel, vescovo cattolico micronesiano
- 1954 - Gianni Bissaca, attore italiano
- 1954 - Carolyn Dennis, cantante e attrice statunitense
- 1954 - Annemiek Derckx, ex canoista olandese
- 1954 - Marcie Free, cantante statunitense
- 1954 - Marvin Johnson, ex pugile statunitense
- 1954 - Nourredine Kourichi, ex calciatore algerino
- 1954 - Jon Krakauer, saggista e alpinista statunitense
- 1954 - Loris Mazzetti, giornalista, regista televisivo e saggista italiano
- 1954 - Steve Stevaert, politico belga († 2015)
- 1954 - Nguyen Thi Kim Ngan, politica vietnamita
- 1954 - Pat Travers, chitarrista canadese
- 1955 - Lorenzo Bonechi, artista italiano († 1994)
- 1955 - Giuseppe Cormio, giornalista e dirigente sportivo italiano
- 1955 - Nils Gaup, regista, attore e sceneggiatore norvegese
- 1955 - Emilio Ghezzi, compositore italiano
- 1955 - Park Jong-won, ex calciatore sudcoreano
- 1955 - Eraldo Pecci, ex calciatore italiano
- 1955 - Teresa Piccione, politica italiana
- 1955 - Steve Puidokas, cestista statunitense († 1994)
- 1955 - Edoardo Siravo, attore, regista teatrale e doppiatore italiano
- 1955 - Gian Luca Zattini, politico italiano
- 1956 - Andrea Eife, ex nuotatrice tedesca orientale
- 1956 - Andy García, attore, regista e produttore cinematografico cubano
- 1956 - Chuy García, politico statunitense
- 1956 - Herbert Grönemeyer, cantautore, musicista e attore tedesco
- 1956 - František Jakubec, calciatore cecoslovacco († 2016)
- 1956 - Tama Janowitz, scrittrice statunitense
- 1956 - Walter Salles, regista, sceneggiatore e produttore cinematografico brasiliano
- 1956 - Alessandro Sommella, bassista italiano
- 1956 - Miloš Srejović, ex triplista jugoslavo
- 1957 - Bruno Caneo, allenatore di calcio e ex calciatore italiano
- 1957 - Carlo Capone, ex pilota di rally italiano
- 1957 - Maurizio Fistarol, ex politico italiano
- 1957 - Vince Gill, cantautore e polistrumentista statunitense
- 1957 - Stojčo Mladenov, allenatore di calcio e ex calciatore bulgaro
- 1957 - Ronald Plasterk, politico olandese
- 1957 - Hallvar Thoresen, allenatore di calcio e ex calciatore norvegese
- 1958 - Ako, attrice giapponese
- 1958 - J. Alexander, modello e personaggio televisivo statunitense
- 1958 - Elisabeth Bosch, ex cestista olandese
- 1958 - Reiner Cunz, storico e numismatico tedesco
- 1958 - Bernard Fellay, vescovo cattolico svizzero
- 1958 - Tony James, bassista e chitarrista britannico
- 1958 - Will Sergeant, chitarrista britannico
- 1958 - Jim Smith, ex cestista statunitense
- 1958 - Paul St.Peter, doppiatore statunitense
- 1958 - Karel Stromšik, allenatore di calcio, dirigente sportivo e ex calciatore ceco
- 1958 - Klaus Tafelmeier, ex giavellottista tedesco
- 1958 - Ginka Zagorčeva, ex ostacolista bulgara
- 1959 - Pascal Barré, ex velocista francese
- 1959 - Patrick Barré, ex velocista francese
- 1959 - Pierre Chappaz, imprenditore francese
- 1959 - Choi Kang-hee, allenatore di calcio e ex calciatore sudcoreano
- 1959 - Emilio De Marchi, attore italiano
- 1959 - Paolo Revelli, ex nuotatore italiano
- 1959 - Markus Vinzent, storico delle religioni tedesco
- 1959 - Edvīns Ķeņģis, scacchista lettone
- 1960 - Hikmet Temel Akarsu, scrittore e drammaturgo turco
- 1960 - Tony Anthony, ex wrestler statunitense
- 1960 - Ben Bamfuchile, allenatore di calcio e calciatore zambiano († 2007)
- 1960 - Angelo Bonfrisco, ex arbitro di calcio italiano
- 1960 - Paolo Andrea Colombo, dirigente d'azienda italiano
- 1960 - Michele Cossa, politico italiano
- 1960 - Marco Giovanetti, pianista italiano († 2019)
- 1960 - Tomas Jonsson, allenatore di hockey su ghiaccio e ex hockeista su ghiaccio svedese
- 1960 - Kenny Simpson, ex cestista statunitense
- 1960 - David Thirdkill, ex cestista e allenatore di pallacanestro statunitense
- 1960 - Marianne Zechmeister, ex sciatrice alpina tedesca
- 1961 - Mario Di Sora, astronomo italiano
- 1961 - Corrado Fabi, ex pilota automobilistico italiano
- 1961 - Lisa Gerrard, cantante, musicista e compositrice australiana
- 1961 - Jurij Mykolajovyč Ivaščenko, astronomo ucraino
- 1961 - Charles Mann, ex giocatore di football americano statunitense
- 1961 - Willi Ninja, ballerino e coreografo statunitense († 2006)
- 1961 - Christophe Rousset, clavicembalista e direttore d'orchestra francese
- 1961 - Magda Szubanski, attrice, comica e scrittrice britannica
- 1961 - D.D. Verni, cantautore, bassista e compositore statunitense
- 1962 - Freddy Bravo, ex calciatore ecuadoriano
- 1962 - Ivano Camozzi, ex sciatore alpino italiano
- 1962 - Hüseyin Avni Danyal, attore turco
- 1962 - Zidrou, fumettista belga
- 1962 - Annika Falkengren, imprenditrice e banchiera svedese
- 1962 - Jarosław Kalinowski, politico polacco
- 1962 - Kim Hwa-sun, ex cestista sudcoreana
- 1962 - Julia Koch, socialite e filantropa statunitense
- 1962 - Katsuhiro Kusaki, ex calciatore giapponese
- 1962 - Fabián López, allenatore di calcio a 5 argentino
- 1962 - Jacques Maillot, regista e sceneggiatore francese
- 1962 - Brenno Martignoni Polti, politico svizzero
- 1962 - Reinhold Mathy, ex calciatore tedesco
- 1962 - Giulia Pazienza, ex cestista italiana
- 1962 - Carlos Sainz, pilota di rally spagnolo
- 1962 - Nobuhiko Takada, ex wrestler, ex artista marziale misto e attore giapponese
- 1963 - Marco Berry, illusionista e comico italiano
- 1963 - Lydia Cacho, giornalista, scrittrice e attivista messicana
- 1963 - Anne-Lee Edwardzon, ex cestista svedese
- 1963 - Tracy Camilla Johns, attrice statunitense
- 1963 - Luigi Loreto, storico italiano
- 1963 - Dragan Obrenović, militare e criminale di guerra bosniaco
- 1963 - Anton Siluanov, politico e economista russo
- 1963 - Shōgo Suzuki, attore giapponese
- 1963 - Dominik Utzinger, ex tennista svizzero
- 1963 - Stefano Viali, attore e regista italiano
- 1963 - Regina Weber, ex ginnasta tedesca
- 1964 - Mariela Alcalá, attrice venezuelana
- 1964 - Marco Bergamo, ex ciclista su strada italiano
- 1964 - Johan Capiot, ex ciclista su strada belga
- 1964 - Anna Farkas, ex cestista ungherese
- 1964 - Shin'ichi Hosoma, fumettista giapponese
- 1964 - Claudia Jung, cantante e attrice tedesca
- 1964 - Pandora Peaks, ex attrice pornografica e attrice cinematografica statunitense
- 1964 - Fabián Pedacchio Leaniz, presbitero argentino
- 1964 - Josep Picó, ex pallanuotista spagnolo
- 1964 - Amy Ray, cantautrice e chitarrista statunitense
- 1964 - Adi Stadler, pilota motociclistico tedesco
- 1965 - Neil Aspin, allenatore di calcio e ex calciatore inglese
- 1965 - Stephan Baeck, ex cestista, allenatore di pallacanestro e dirigente sportivo tedesco
- 1965 - Kim Bodnia, attore danese
- 1965 - Luca Bracali, fotografo, regista e esploratore italiano
- 1965 - Konstantin Bronzit, animatore e regista russo
- 1965 - Verena Buratti, attrice italiana
- 1965 - Neil Cochran, ex nuotatore britannico
- 1965 - Fabrizio Di Stefano, politico italiano
- 1965 - Paul Dillett, culturista canadese
- 1965 - Missael Espinoza, ex calciatore messicano
- 1965 - Jonathan Fahn, doppiatore statunitense
- 1965 - Andrea Giorgis, politico italiano
- 1965 - Juan López Mella, pilota motociclistico spagnolo († 1995)
- 1965 - Brad Muster, ex giocatore di football americano statunitense
- 1965 - Vito Petrella, ex velocista italiano
- 1965 - Malo Vaga, allenatore di calcio samoano
- 1966 - Petra Bernet, ex sciatrice alpina svizzera
- 1966 - Giuseppe Coluccio, mafioso italiano
- 1966 - Marco Kostmann, allenatore di calcio e ex calciatore tedesco
- 1966 - Angela Mariella, giornalista italiana
- 1966 - Kassoum Ouédraogo, ex calciatore burkinabé
- 1966 - Roberto Peretti, ex pattinatore di short track italiano
- 1966 - Adriana Samuel, ex pallavolista brasiliana
- 1966 - Kevin Robinzine, ex velocista statunitense
- 1966 - Yasuyuki Satō, ex calciatore giapponese
- 1966 - Lorenzo White, ex giocatore di football americano statunitense
- 1967 - Andrea Ballarè, politico italiano
- 1967 - Emma Bezos, ex cestista spagnola
- 1967 - Fabio Cavazzana, giocatore di biliardo italiano
- 1967 - Sarah Cracknell, cantautrice britannica
- 1967 - Shinkichi Kikuchi, allenatore di calcio e ex calciatore giapponese
- 1967 - Dominic Kirui, ex mezzofondista keniota
- 1967 - Mellow Man Ace, rapper statunitense
- 1967 - Martin Schmidt, dirigente sportivo e allenatore di calcio svizzero
- 1967 - Rolf Sele, ex calciatore liechtensteinese
- 1967 - Michael Wiseman, attore statunitense
- 1967 - Nicolae Țaga, ex canottiere rumeno
- 1968 - Max Carletti, chitarrista italiano
- 1968 - Charles Fabian, allenatore di calcio e ex calciatore brasiliano
- 1968 - Alicia Coppola, attrice, modella e scrittrice statunitense
- 1968 - Giovanni Corasaniti, militare italiano
- 1968 - Massimo Fedrizzi, allenatore di hockey su ghiaccio e ex hockeista su ghiaccio italiano
- 1968 - Toby Gad, produttore discografico e cantautore tedesco
- 1968 - Jorge Ignacio García Cuerva, arcivescovo cattolico argentino
- 1968 - Asghar Akbari Gharetappeh, ex giocatore di calcio a 5 iraniano
- 1968 - Leena Meri, politica finlandese
- 1968 - Stefania Montorsi, attrice e sceneggiatrice italiana
- 1968 - Julio César Rivera, ex calciatore peruviano
- 1968 - Fermín Emilio Sosa Rodríguez, arcivescovo cattolico messicano
- 1968 - Sandro Sisler, politico italiano
- 1969 - Hiroe Kakizaki, ex cestista giapponese
- 1969 - Li Ge, ex ginnasta cinese
- 1969 - Lucas Radebe, ex calciatore sudafricano
- 1969 - Dolly de Leon, attrice filippina
- 1970 - Monica Ciaburro, politica italiana
- 1970 - Reagan Foxx, attrice pornografica statunitense
- 1970 - Jessika Gedin, editrice, conduttrice televisiva e conduttrice radiofonica svedese
- 1970 - Damian Hopley, ex rugbista a 15 e dirigente sportivo britannico
- 1970 - Sean Malone, musicista, bassista e teorico della musica statunitense († 2020)
- 1970 - Filippo Masolini, allenatore di calcio e ex calciatore italiano
- 1970 - Retta, comica e attrice statunitense
- 1971 - Angela Arcangeli, ex cestista italiana
- 1971 - Nicholas Brendon, attore statunitense
- 1971 - Shannen Doherty, attrice statunitense († 2024)
- 1971 - Salvatore Fusco, allenatore di calcio e ex calciatore italiano
- 1971 - Eyal Golan, cantante israeliano
- 1971 - Takako Katō, ex cestista giapponese
- 1971 - Fernando Meligeni, ex tennista brasiliano
- 1971 - Christophe Moreau, ex ciclista su strada francese
- 1971 - Andrea Valentini, ex cestista e allenatore di pallacanestro italiano
- 1972 - Omrane Ayari, ex lottatore tunisino
- 1972 - René Cattarinussi, ex biatleta italiano
- 1972 - Emerson Moisés Costa, ex calciatore brasiliano
- 1972 - Barbara Graziosi, grecista italiana
- 1972 - Norman Mapeza, allenatore di calcio e ex calciatore zimbabwese
- 1972 - Aqil Məmmədov, ex calciatore azero
- 1972 - Adriano Panzironi, imprenditore italiano
- 1972 - Morten Pedersen, allenatore di calcio e ex calciatore norvegese
- 1972 - Mario Traversoni, ex ciclista su strada italiano
- 1973 - Mark Brooks, fumettista statunitense
- 1973 - Cristina Fantoni, giornalista e conduttrice televisiva italiana
- 1973 - Niclas Hävelid, ex hockeista su ghiaccio svedese
- 1973 - Claudia Jordan, conduttrice televisiva e conduttrice radiofonica statunitense
- 1973 - Joël Lautier, scacchista francese
- 1973 - Quadre Lollis, ex cestista statunitense
- 1973 - Christian Panucci, allenatore di calcio e ex calciatore italiano
- 1973 - Lionel Roux, ex tennista francese
- 1973 - Ilir Shaqiri, ballerino e coreografo albanese
- 1973 - Gianni Sperti, personaggio televisivo, opinionista e ex ballerino italiano
- 1973 - Amr Waked, attore egiziano
- 1974 - Elena Bonetti, politica e docente italiana
- 1974 - Carla Couto, ex calciatrice portoghese
- 1974 - Belinda Emmett, attrice e cantante australiana († 2006)
- 1974 - Roman Hamrlík, ex hockeista su ghiaccio ceco
- 1974 - Abdusalam Khamis, ex calciatore libico
- 1974 - Dinu Pescariu, ex tennista rumeno
- 1974 - Antje Rávic Strubel, scrittrice tedesca
- 1974 - Franco Sancassani, canottiere italiano
- 1974 - Marley Shelton, attrice statunitense
- 1974 - Sylvinho, allenatore di calcio e ex calciatore brasiliano
- 1974 - Arnis Vecvagars, ex cestista e allenatore di pallacanestro lettone
- 1975 - Sito Alonso, allenatore di pallacanestro spagnolo
- 1975 - Maurizia Cecconi, nuotatrice artistica italiana
- 1975 - Sergio Cerruti, produttore discografico e disc jockey italiano
- 1975 - Cibernetico, wrestler messicano
- 1975 - Kirill Dmitriev, economista e manager russo
- 1975 - Mattia Fantinati, politico italiano
- 1975 - Sergej Kozko, ex calciatore russo
- 1975 - Marcelo Magalhães Machado, ex cestista brasiliano
- 1975 - Maria Moroni, pugile, avvocato e dirigente sportivo italiana
- 1975 - Marianne Pettersen, ex calciatrice norvegese
- 1975 - Stefan Stankalla, ex sciatore alpino tedesco
- 1975 - Natal'ja Timakova, giornalista russa
- 1975 - Laurent Wauquiez, politico francese
- 1976 - Émilie Frèche, regista e sceneggiatrice francese
- 1976 - Antonino Salvatore Germanà, politico italiano
- 1976 - Donny Grant, ex calciatore costaricano
- 1976 - Ol'ga Kotljarova, velocista e mezzofondista russa
- 1976 - Massimiliano Larocca, cantautore italiano
- 1976 - Andrea Mazza, disc jockey e produttore discografico italiano
- 1976 - Brad Miller, ex cestista statunitense
- 1976 - Knut Anders Sørum, cantante norvegese
- 1976 - Víctor Velásquez, ex calciatore salvadoregno
- 1977 - Tobias Angerer, ex fondista tedesco
- 1977 - Maciej Bartoszek, allenatore di calcio polacco
- 1977 - Elisabeth Brandner, ex sciatrice alpina tedesca
- 1977 - Giovanny Espinoza, ex calciatore ecuadoriano
- 1977 - José Guilloty, pallavolista portoricano
- 1977 - Gemma Mengual, sincronetta spagnola
- 1977 - Sarah Jane Morris, attrice statunitense
- 1977 - Emin Quliyev, ex calciatore azero
- 1977 - Silvia Rinaldi, schermitrice italiana
- 1977 - Jordana Spiro, attrice, regista e sceneggiatrice statunitense
- 1977 - Carlo Teodorani, ex calciatore italiano
- 1978 - Stanislav Angelov, ex calciatore bulgaro
- 1978 - Luca Argentero, attore, personaggio televisivo e ex modello italiano
- 1978 - Guy Berryman, polistrumentista britannico
- 1978 - Mandy Bright, attrice pornografica ungherese
- 1978 - Davide Calabrese, attore, cantante e cabarettista italiano
- 1978 - John DeFilippo, allenatore di football americano statunitense
- 1978 - Svetlana Lapina, ex altista russa
- 1978 - Carolina Marconi, showgirl, attrice e imprenditrice venezuelana
- 1978 - Linda Ogugua, ex cestista nigeriana
- 1978 - Chrīstos Pogiatzīs, allenatore di calcio e ex calciatore cipriota
- 1978 - Andrés San Martín, ex calciatore argentino
- 1978 - Riley Smith, attore e cantante statunitense
- 1979 - Cezar Bădiță, ex nuotatore rumeno
- 1979 - Claire Danes, attrice statunitense
- 1979 - Thomas Dybdahl, musicista e cantautore norvegese
- 1979 - Lars Granaas, ex calciatore norvegese
- 1979 - Elena Groševa, ex ginnasta russa
- 1979 - Mateja Kežman, procuratore sportivo e ex calciatore serbo
- 1979 - Lee Soo-young, cantante sudcoreana
- 1979 - Marco Martini, allenatore di calcio e ex calciatore italiano
- 1979 - Francesco Miano-Petta, ex lottatore italiano
- 1979 - Jennifer Morrison, attrice e regista statunitense
- 1979 - Tracy Moseley, mountain biker britannica
- 1979 - Paul Nicholls, attore britannico
- 1979 - Sergio Pellissier, dirigente sportivo e ex calciatore italiano
- 1979 - Carlos Pérez Rial, canoista spagnolo
- 1979 - Ciro Polito, dirigente sportivo e ex calciatore italiano
- 1979 - Monica Romano, attivista, scrittrice e politica italiana
- 1979 - Michal Sedlecký, pentatleta ceco
- 1980 - Argo Aadli, attore estone
- 1980 - Günter Bubbnik, attore austriaco
- 1980 - Fabio Caselli, ex calciatore italiano
- 1980 - Sandrine Corman, modella belga
- 1980 - Eglis Yaima Cruz, tiratrice a segno cubana
- 1980 - Stefano Di Filippo, ballerino italiano
- 1980 - Itamar Batista da Silva, ex calciatore brasiliano
- 1980 - Martin Lébl, ex pallavolista ceco
- 1980 - Brian McFadden, cantautore irlandese
- 1980 - Erik Mongrain, compositore e chitarrista canadese
- 1980 - Marlous Nieuwveen, ex cestista olandese
- 1980 - Terence Parkin, nuotatore sudafricano
- 1980 - Jesús Perera, ex calciatore spagnolo
- 1980 - Ebrima Ebou Sillah, ex calciatore gambiano
- 1980 - Julia Smith, ballerina e showgirl australiana
- 1980 - Tamika Williams, ex cestista e allenatrice di pallacanestro statunitense
- 1981 - Jurij Borzakovskij, ex mezzofondista russo
- 1981 - Nicolás Burdisso, dirigente sportivo e ex calciatore argentino
- 1981 - Marcelo Cordeiro, allenatore di calcio e ex calciatore brasiliano
- 1981 - Blerim Destani, attore albanese
- 1981 - Cédrick Fiston, ex calciatore francese
- 1981 - Tulsi Gabbard, politica e militare statunitense
- 1981 - Grant Holt, allenatore di calcio, ex calciatore e ex wrestler inglese
- 1981 - Dagmara Krzyżyńska, ex sciatrice alpina e sciatrice freestyle polacca
- 1981 - Fabio Maresca, arbitro di calcio italiano
- 1981 - Qusay Munir, allenatore di calcio e ex calciatore iracheno
- 1981 - Paul Rust, attore, comico e sceneggiatore statunitense
- 1981 - Dmitrij Trapeznikov, politico russo
- 1982 - Deen, cantante bosniaco
- 1982 - Tamer Bayoumi, taekwondoka egiziano
- 1982 - Juan Pablo Brzezicki, ex tennista argentino
- 1982 - Gary Caldwell, allenatore di calcio e ex calciatore scozzese
- 1982 - Naim Dhifallah, cestista tunisino
- 1982 - Jon Chol, ex calciatore nordcoreano
- 1982 - Gilbert Melendez, artista marziale misto statunitense
- 1982 - Nicholas Monroe, allenatore di tennis e ex tennista statunitense
- 1982 - Esteban Ostojich, arbitro di calcio uruguaiano
- 1982 - Waldo Ponce, ex calciatore cileno
- 1982 - Anna Sivkova, schermitrice russa
- 1983 - Jan Tore Amundsen, ex calciatore norvegese
- 1983 - Davide Dias, ex calciatore portoghese
- 1983 - Jelena Dokić, allenatrice di tennis, ex tennista e scrittrice serba
- 1983 - Sergio Daniel Escudero, ex calciatore argentino
- 1983 - Michele Focosi, pugile italiano
- 1983 - Jakov Grcić, giocatore di calcio a 5 croato
- 1983 - Luke Kibet, maratoneta keniota
- 1983 - Musab Mahmoud, calciatore qatariota
- 1983 - Sak Noel, disc jockey e produttore discografico spagnolo
- 1983 - Kristen O'Neill, ex cestista e allenatrice di pallacanestro statunitense
- 1983 - Fabio Roselli, dirigente sportivo e ex calciatore italiano
- 1983 - Adam Russo, allenatore di hockey su ghiaccio e hockeista su ghiaccio canadese
- 1983 - Devin Smith, ex cestista e allenatore di pallacanestro statunitense
- 1983 - Steven Smith, ex cestista statunitense
- 1983 - Anton Unterkofler, ex snowboarder austriaco
- 1984 - Julija Balykina, velocista bielorussa († 2015)
- 1984 - Emma Bejanyan, cantante armena
- 1984 - Aleksej Dmitrik, altista russo
- 1984 - Prince Efe Ehiorobo, ex calciatore nigeriano
- 1984 - Kevin Geyson, tuffatore e modello canadese
- 1984 - Joseph Hoeflich, calciatore samoano
- 1984 - Aleksandrs Jerofejevs, hockeista su ghiaccio lettone
- 1984 - Vitalij Kovalenko, cestista ucraino
- 1984 - Garrett Neff, modello statunitense
- 1984 - Kevin Pauwels, ex ciclocrossista, ciclista su strada e mountain biker belga
- 1984 - Brittany Reinbolt, bobbista e ex giocatrice di football americano statunitense
- 1984 - Sławosz Uznański-Wiśniewski, ingegnere e astronauta polacco
- 1984 - Alessandro Venturella, bassista e chitarrista britannico
- 1984 - Alayça Öztürk, attrice turca
- 1985 - Davide Bassi, ex calciatore italiano
- 1985 - Jeísa Chiminazzo, modella brasiliana
- 1985 - Martín Colombo, ex calciatore uruguaiano
- 1985 - Marco di Carli, nuotatore tedesco
- 1985 - Bruno Rodrigo, ex calciatore brasiliano
- 1985 - Danilo Fevola, ex cestista italiano
- 1985 - Jonte Flowers, ex cestista statunitense
- 1985 - Simona Gherman, schermitrice rumena
- 1985 - Ted Ginn, giocatore di football americano statunitense
- 1985 - Hernán Grana, calciatore argentino
- 1985 - Şəhriyar Məmmədyarov, scacchista azero
- 1985 - Siri Nilsen, cantante norvegese
- 1985 - Drew Roberts, ex sciatore alpino statunitense
- 1985 - Fatimatou Sacko, ex cestista francese
- 1985 - Ol'ga Serjabkina, cantautrice e ballerina russa
- 1985 - Hitomi Yoshizawa, cantante giapponese
- 1986 - Joni Aho, ex calciatore finlandese
- 1986 - Reynaldo Anderson, ex calciatore panamense
- 1986 - Brad Brach, giocatore di baseball statunitense
- 1986 - Paweł Cieślik, ex ciclista su strada polacco
- 1986 - Blerim Džemaili, ex calciatore svizzero
- 1986 - Anne-Sophie Franck, attrice e modella francese
- 1986 - Marcel Granollers, tennista spagnolo
- 1986 - Andrij Hrynčenko, ex calciatore ucraino
- 1986 - Errol Kerr, ex sciatore alpino e sciatore freestyle statunitense
- 1986 - Jorge Kindelán, calciatore cubano
- 1986 - Lara Wolters, politica olandese
- 1986 - Athena Lundberg, modella statunitense
- 1986 - Josip Mikulić, ex calciatore bosniaco
- 1986 - Jonathan Pitroipa, ex calciatore burkinabé
- 1986 - Oleksij Poljans'kyj, allenatore di calcio e ex calciatore ucraino
- 1986 - Matías Porcari, ex calciatore argentino
- 1986 - Giorgio Poi, cantautore, polistrumentista e produttore discografico italiano
- 1986 - Jay Robert Thomson, ex ciclista su strada sudafricano
- 1986 - Jigme Dorji Wangchuck, principe bhutanese
- 1986 - Ayano Yamamoto, doppiatrice giapponese
- 1986 - Sinem Yıldız, pallavolista turca
- 1987 - Aleksandr Brjuchankov, triatleta russo
- 1987 - Brooklyn Decker, modella e attrice statunitense
- 1987 - Louis Delmas, giocatore di football americano statunitense
- 1987 - Orlando Franklin, ex giocatore di football americano canadese
- 1987 - Yōhei Fukumoto, ex calciatore giapponese
- 1987 - Ilana Glazer, attrice, comica e produttrice cinematografica statunitense
- 1987 - Shawna Lenee, attrice pornografica statunitense
- 1987 - Luiz Adriano, calciatore brasiliano
- 1987 - Mike Manning, attore, produttore cinematografico e personaggio televisivo statunitense
- 1987 - Valentine Nelson, calciatore papuano
- 1987 - Ami Oreiller, ex sciatore alpino svizzero
- 1987 - Michael Roll, cestista statunitense
- 1987 - Yendrick Ruiz, calciatore costaricano
- 1987 - Brendon Urie, cantante e musicista statunitense
- 1988 - Faruh Abitov, ex calciatore kirghiso
- 1988 - Ricardo Álvarez, ex calciatore argentino
- 1988 - Ryan Brooks, ex cestista statunitense
- 1988 - Cristina Bujin, triplista rumena
- 1988 - Choi Bo-kyung, calciatore sudcoreano
- 1988 - Tone Damli, cantante norvegese
- 1988 - Stefano Desimoni, giocatore di baseball italiano
- 1988 - Edder Farías, calciatore venezuelano
- 1988 - Pərdis Fərcad-Azad, calciatore azero
- 1988 - Joe Garner, calciatore inglese
- 1988 - Tim Heubach, calciatore tedesco
- 1988 - Huỳnh Phúc Hiệp, calciatore vietnamita
- 1988 - Jessie James, cantante statunitense
- 1988 - Rvssian, produttore discografico, cantante e imprenditore giamaicano
- 1988 - Kelvin Lewis, ex cestista statunitense
- 1988 - Nicolas Andrade, calciatore brasiliano
- 1988 - Yannick Sagbo, calciatore francese
- 1988 - Tommy Schmid, ex combinatista nordico svizzero
- 1988 - Nate Solder, ex giocatore di football americano statunitense
- 1988 - Lisa Unruh, arciera tedesca
- 1988 - Momen Zakaria, ex calciatore egiziano
- 1988 - Zhang Hong, pattinatrice di velocità su ghiaccio cinese
- 1989 - Rolando Algandona, calciatore panamense
- 1989 - Sadat Bukari, ex calciatore ghanese
- 1989 - Troy Doris, triplista statunitense
- 1989 - Timo Gebhart, allenatore di calcio e ex calciatore tedesco
- 1989 - Sylvain Graglia, calciatore francese
- 1989 - Ádám Hanga, cestista ungherese
- 1989 - Antonia Iacobescu, cantante, ballerina e modella rumena
- 1989 - Léo Itaperuna, calciatore brasiliano
- 1989 - Antti Kanervo, cestista finlandese
- 1989 - Douglas Maia, ex calciatore brasiliano
- 1989 - Travis Mills, rapper, attore e modello statunitense
- 1989 - Giuseppe Paternò Raddusa, sceneggiatore italiano
- 1989 - Miguel Ángel Ponce, ex calciatore statunitense
- 1989 - Ryan Richter, allenatore di calcio e ex calciatore statunitense
- 1989 - Gilda Sansone, modella italiana
- 1989 - ILoveMakonnen, cantante, rapper e produttore discografico statunitense
- 1989 - DeAngelo Tyson, giocatore di football americano statunitense
- 1989 - Kaitlyn Weaver, danzatrice su ghiaccio statunitense
- 1990 - Antonio Alkana, ostacolista e velocista sudafricano
- 1990 - Hollie Avil, triatleta britannica
- 1990 - Hannah Dunne, attrice statunitense
- 1990 - Ciryl Gane, artista marziale misto francese
- 1990 - Francesca Halsall, ex nuotatrice britannica
- 1990 - Senad Husić, calciatore bosniaco
- 1990 - Stanley Jean-Baptiste, giocatore di football americano statunitense
- 1990 - Filip Jönsson, giocatore di football americano svedese
- 1990 - Annika Kukkonen, ex calciatrice e allenatrice di calcio finlandese
- 1990 - Evgenij Kuznecov, tuffatore russo
- 1990 - Uroš Ljubomirac, calciatore serbo
- 1990 - Amarhadžy Mahamedaŭ, lottatore bielorusso
- 1990 - Jamie Muscato, attore teatrale e cantante britannico
- 1990 - Andreas Nilsson, pallamanista svedese
- 1990 - Nick Perry, giocatore di football americano statunitense
- 1990 - Eline Powell, attrice belga
- 1990 - Daryl Richardson, giocatore di football americano statunitense
- 1990 - Carlos Gabriel Rodríguez, ex calciatore panamense
- 1990 - Lauriane Rougeau, hockeista su ghiaccio canadese
- 1990 - Hiroki Sakai, calciatore giapponese
- 1990 - Robbin Sellin, ex calciatore svedese
- 1990 - Tyshawn Taylor, ex cestista statunitense
- 1990 - Simon Thomas, calciatore canadese
- 1990 - Eetu Vähäsöyrinki, ex combinatista nordico finlandese
- 1990 - Dustin Ware, cestista statunitense
- 1990 - Hadas Yaron, attrice israeliana
- 1990 - Philipp Zulechner, ex calciatore austriaco
- 1990 - Serhij Šestakov, calciatore ucraino
- 1991 - Bojan Aleksić, calciatore serbo
- 1991 - Felipe Berchesi, rugbista a 15 uruguaiano
- 1991 - Fabien Boyer, calciatore francese
- 1991 - Lionel Carole, calciatore francese
- 1991 - Stefan Cebara, calciatore canadese
- 1991 - Jack Cooley, cestista statunitense
- 1991 - Marcello Falzerano, calciatore italiano
- 1991 - Arles Flores, calciatore venezuelano
- 1991 - Jackson Ferreira Silvério, calciatore brasiliano
- 1991 - Daisuke Kikuchi, ex calciatore giapponese
- 1991 - Torey Krug, hockeista su ghiaccio statunitense
- 1991 - Liu Shiwen, tennistavolista cinese
- 1991 - Steven Luštica, calciatore australiano
- 1991 - Nicolás Miracco, calciatore argentino
- 1991 - Ryōta Morioka, ex calciatore giapponese
- 1991 - Oliver Norwood, calciatore nordirlandese
- 1991 - Magnus Pääjärvi-Svensson, hockeista su ghiaccio svedese
- 1991 - Ashley Richards, ex calciatore gallese
- 1991 - Francesca Sampietro, ex calciatrice italiana
- 1991 - Angelo Schininà, giocatore di calcio a 5 italiano
- 1991 - Eldorbek Suyunov, calciatore uzbeko
- 1992 - Mohammad Al-Dawud, calciatore giordano
- 1992 - Alberto Ruben Arena, arbitro di calcio italiano
- 1992 - Bispo, rapper portoghese
- 1992 - Giorgio Cantarini, attore italiano
- 1992 - MadeinTYO, rapper e compositore statunitense
- 1992 - Daniele Donnarumma, calciatore italiano
- 1992 - Vitalij Dunajcev, pugile russo
- 1992 - Vasilij Egorov, pugile russo
- 1992 - Franklin Guerra, calciatore ecuadoriano
- 1992 - Sara Jemai, giavellottista italiana
- 1992 - Marco Knobel, giocatore di football americano svizzero
- 1992 - Anastasios Lagos, calciatore greco
- 1992 - Adrián Luna, calciatore uruguaiano
- 1992 - David Mawutor, calciatore ghanese
- 1992 - Darko Micevski, calciatore macedone
- 1992 - Antonello Ricci, cestista italiano
- 1992 - Rebin Sulaka, calciatore iracheno
- 1992 - Alyssa Thomas, cestista statunitense
- 1992 - Agata Trzebuchowska, attrice, sceneggiatrice e regista polacca
- 1992 - Chad le Clos, nuotatore sudafricano
- 1993 - Janet Amponsah, velocista ghanese
- 1993 - Robin Anderson, tennista statunitense
- 1993 - Jordan Archer, calciatore inglese
- 1993 - Harrison Ball, ballerino, attore e coreografo statunitense
- 1993 - Konstantin Bazeljuk, calciatore russo
- 1993 - Nevena Damjanović, calciatrice serba
- 1993 - César Fuentes, calciatore cileno
- 1993 - Tara Geraghty-Moats, biatleta, ex saltatrice con gli sci e ex combinatista nordica statunitense
- 1993 - Dorial Green-Beckham, giocatore di football americano statunitense
- 1993 - Tix, cantante e produttore discografico norvegese
- 1993 - Carl Nassib, ex giocatore di football americano statunitense
- 1993 - Ryan Nugent-Hopkins, hockeista su ghiaccio canadese
- 1993 - Lander Olaetxea, calciatore spagnolo
- 1993 - Carl Winchester, calciatore nordirlandese
- 1993 - Zeng Yingying, danzatrice cinese
- 1994 - Lorena Andrea, attrice britannica
- 1994 - Eric Bailly, calciatore ivoriano
- 1994 - Julie Bergan, cantante norvegese
- 1994 - Adam Butler, giocatore di football americano statunitense
- 1994 - Milen Gamakov, calciatore bulgaro
- 1994 - Yannick Bangala Litombo, calciatore della Repubblica Democratica del Congo
- 1994 - Javier Marín, cestista spagnolo
- 1994 - Nikolina Milić, cestista bosniaca
- 1994 - Brandon O'Neill, calciatore australiano
- 1994 - Oh Se-hun, cantante, rapper e attore sudcoreano
- 1994 - Park Jeong-su, ex calciatore sudcoreano
- 1994 - Anastasiya Petryshak, violinista ucraina
- 1994 - Aleksandr Povarnicyn, biatleta russo
- 1994 - Guido Rodríguez, calciatore argentino
- 1994 - Saoirse Ronan, attrice irlandese
- 1994 - Derrick Sasraku, calciatore ghanese
- 1994 - Robin Summa, artista, attore e scrittore francese
- 1994 - Airi Suzuki, modella, cantante e attrice giapponese
- 1994 - Sem Verbeek, tennista olandese
- 1994 - Maxx Williams, giocatore di football americano statunitense
- 1995 - Jennifer Brady, tennista statunitense
- 1995 - Alexander Braunsperger, giocatore di football americano tedesco
- 1995 - Mara Bâtea, calciatrice rumena
- 1995 - Pedro Cachín, tennista argentino
- 1995 - Álvaro Cuadros, ex ciclista su strada spagnolo
- 1995 - John Dawson, cestista statunitense
- 1995 - Wladimiro Falcone, calciatore italiano
- 1995 - Przemysław Frankowski, calciatore polacco
- 1995 - Elena Funari, attrice italiana
- 1995 - Gal Gilinski, cestista israeliano
- 1995 - Rodrigo González Cárdenas, calciatore messicano
- 1995 - Dener Gonçalves Pinheiro, calciatore brasiliano
- 1995 - Ole Erik Midtskogen, calciatore norvegese
- 1995 - Matthew Orzech, giocatore di football americano statunitense
- 1995 - Arianna Ozimo, ex calciatrice italiana
- 1995 - Justin Robinson, cestista statunitense
- 1995 - Saimon Sutt, cestista estone
- 1995 - Melissa Venema, trombettista olandese
- 1995 - Lorenzo Venuti, calciatore italiano
- 1995 - Taras Zavijs'kyj, calciatore ucraino
- 1996 - Jan Bednarek, calciatore polacco
- 1996 - Matteo Berrettini, tennista italiano
- 1996 - Aaron Blunck, sciatore freestyle statunitense
- 1996 - Desonta Bradford, cestista statunitense
- 1996 - Uzur Dzhuzupbekov, lottatore kirghiso
- 1996 - Devlin Hodges, giocatore di football americano statunitense
- 1996 - Elizaveta Kuličkova, tennista russa
- 1996 - Rinalds Mālmanis, cestista lettone
- 1996 - Vanessa Marques, calciatrice portoghese
- 1996 - Justin Mathieu, calciatore olandese
- 1996 - Nguyễn Văn Toàn, calciatore vietnamita
- 1996 - Martina Perruchon, ex sciatrice alpina italiana
- 1996 - Ylber Ramadani, calciatore albanese
- 1996 - Anton Salétros, calciatore svedese
- 1997 - Romain Cannone, schermidore francese
- 1997 - Andrejs Cigaņiks, calciatore lettone
- 1997 - D.J. Funderburk, cestista statunitense
- 1997 - Martins Igbanu, cestista nigeriano
- 1997 - Christopher McVey, calciatore svedese
- 1997 - Aura Muzzo, rugbista a 15 italiana
- 1997 - Shahar Nakav, calciatrice israeliana
- 1997 - Nguyễn Quang Hải, calciatore vietnamita
- 1997 - Katelyn Ohashi, ex ginnasta statunitense
- 1997 - Paul Marque, ballerino francese
- 1997 - André Pedrosa, calciatore portoghese
- 1997 - Erlend Segberg, calciatore norvegese
- 1997 - Nils Stump, judoka svizzero
- 1997 - Ammar Taifour, calciatore sudanese
- 1997 - Stephanie Watts, cestista statunitense
- 1998 - Jose Alvarado, cestista portoricano
- 1998 - Haruki Arai, calciatore giapponese
- 1998 - André Franco, calciatore portoghese
- 1998 - Rotem Hatuel, calciatore israeliano
- 1998 - Virág Kiss, cestista ungherese
- 1998 - Paulo Londra, rapper e cantante argentino
- 1998 - Santiago Longo, calciatore argentino
- 1998 - Nada Meawad, pallavolista egiziana
- 1998 - Tom Pearce, calciatore inglese
- 1998 - Aivengo Rik'adze, lottatore georgiano
- 1998 - Yōsuke Watanuki, tennista giapponese
- 1999 - Aya Furukawa, attrice giapponese
- 1999 - Enyinnaya Godswill, calciatore nigeriano
- 1999 - Camilla Huseby, calciatrice norvegese
- 1999 - Carolin Lippert, ex sciatrice alpina tedesca
- 1999 - Clech Loufilou, calciatore gabonese
- 1999 - Damarri Mathis, giocatore di football americano statunitense
- 1999 - Marcos Mina, calciatore colombiano
- 1999 - Teresa Runggaldier, sciatrice alpina italiana
- 1999 - S1mba, rapper zimbabwese
- 1999 - Adrián Slávik, calciatore slovacco
- 1999 - Stanley Umude, cestista statunitense
- 1999 - Denys Ustymenko, calciatore ucraino
- 1999 - Elliot Vaillancourt, sciatore freestyle canadese
- 1999 - Alisher Yergali, lottatore kazako
- 1999 - Rafael Elias, calciatore brasiliano
- 1999 - Dar'ja Čikunova, nuotatrice russa
- 2000 - Yasir Abdullah, giocatore di football americano statunitense
- 2000 - Charles Abi, calciatore francese
- 2000 - Nadia Battocletti, mezzofondista italiana
- 2000 - Fabrizio Caligara, calciatore italiano
- 2000 - Romildo Del Piage, calciatore brasiliano
- 2000 - Ron Harper, cestista statunitense
- 2000 - Illian Hernández, calciatore messicano
- 2000 - David Hogg, politico e attivista statunitense
- 2000 - Aleksa Janković, calciatore serbo
- 2000 - Sophia Kleinherne, calciatrice tedesca
- 2000 - Friedrich Moch, fondista tedesco
- 2000 - Joseph Ossai, giocatore di football americano nigeriano
- 2000 - Diego Páez, calciatore colombiano
- 2000 - Marija Sotskova, ex pattinatrice artistica su ghiaccio russa
- 2000 - Kamila Stormowska, pattinatrice di short track polacca
- 2000 - Samuel Suľa, calciatore slovacco
- 2000 - Manuel Turizo, cantante colombiano
- 2000 - Shallipopi, cantante e rapper nigeriano
- 2000 - Teya, cantante austriaca

## XXI secolo(35)
- 2001 - Gora Camara, cestista senegalese
- 2001 - Leon Dajaku, calciatore tedesco
- 2001 - Álex Forés, calciatore spagnolo
- 2001 - Drake Jackson, giocatore di football americano statunitense
- 2001 - Kotaro Kiyooka, lottatore giapponese
- 2001 - Enric Llansana, calciatore olandese
- 2001 - Oh Hyeon-gyu, calciatore sudcoreano
- 2001 - Anthony Oyono, calciatore francese
- 2001 - Jérémy Oyono, calciatore francese
- 2001 - Xander Severina, calciatore olandese
- 2001 - Brandon Smith, giocatore di football americano statunitense
- 2001 - Anna Twardosz, saltatrice con gli sci polacca
- 2001 - Andrew Urlaub, saltatore con gli sci statunitense
- 2001 - Tegan Wold, ex sciatrice alpina statunitense
- 2002 - Giorgio Cittadini, calciatore italiano
- 2002 - Alida van Daalen, atleta olandese
- 2002 - Fernand Gouré, calciatore ivoriano
- 2002 - Ariel Hukporti, cestista tedesco
- 2002 - Michal Kukučka, calciatore slovacco
- 2002 - Justin Lewis, cestista statunitense
- 2002 - Joella Lloyd, velocista antiguo-barbudana
- 2002 - Robert Navarro, calciatore spagnolo
- 2002 - Gabriel Pirani, calciatore brasiliano
- 2002 - Arouna Sangante, calciatore senegalese
- 2003 - Peter DaCunha, attore canadese
- 2003 - Simon Ngapandouetnbu, calciatore camerunese
- 2003 - Omar Salim, taekwondoka statunitense
- 2003 - Jabes Saralegui, calciatore argentino
- 2004 - Kitija Bogdanova, slittinista lettone
- 2004 - Tyler Booker, giocatore di football americano statunitense
- 2004 - Kim Je-deok, arciere sudcoreano
- 2004 - Noah Kibet, mezzofondista keniota
- 2005 - Claudia Hollingsworth, mezzofondista australiana
- 2006 - Luiz Gustavo, calciatore brasiliano
- 2007 - Luis Otávio, calciatore brasiliano